# Siphonophora loriae
Siphonophora loriae är en mångfotingart som beskrevs av Filippo Silvestri 1895. Siphonophora loriae ingår i släktet Siphonophora och familjen Siphonophoridae. Inga underarter finns listade i Catalogue of Life.